# Ethylen dion
Etylen đion hay etyleneđion,  cũng gọi là etylen-1,2-đion, là tên gọi cho một hợp chất hóa học với công thức C2O2 hoặc OCCO. Nó là nhị trùng của carbon monoxide và thuộc loại oxocarbon. Bởi vì nó là một dimer, nó chia sẻ một công thức thực nghiệm với CO Có thể coi như ketene của acid glyoxylic (OHCCOOH).
Sự tồn tại của OCCO lần đầu tiên được đưa ra vào năm 1913. Tuy nhiên, mặc dù có cấu trúc "đơn giản" lừa dối, trong hơn một thế kỷ, hợp chất đã lẩn tránh mọi nỗ lực để tổng hợp và quan sát nó. Bản chất tự nhiên như vậy đã thu được OCCO danh tiếng của một hợp chất giả thuyết và một "phân tử cực kỳ bí ẩn".
Cho đến năm 2015 một nhóm các nhà hóa học thuộc Đại học Arizona ở Tucson (Hoa Kỳ) đã báo cáo đặc tính quang phổ đầu tiên của OCCO, khẳng định sự tồn tại của nó như một phân tử ngắn ngủi. Nhóm Arizona đã tạo ra OCCO bằng cách sử dụng ánh sáng laze để đẩy các electron khỏi các anion ổn định đơn lẻ ổn định tương ứng. Việc điều chế tại chỗ và đặc tính của OCCO thông qua kỹ thuật đơn phân tử tự do năng lượng tự do thấp đã được lý thuyết đề xuất gần đây bởi các nhà khoa học từ Trung tâm nghiên cứu nguyên tử Bhabha (Ấn Độ).
Mặc dù cấu trúc Kekulé đóng kín, O=C=C=O, trạng thái ràng buộc thấp nhất của ethyledione là một triplet. Do đó, OCCO bị ràng buộc chính thức là một diradical, với motif cấu trúc điện tử tương tự như phân tử oxy. Tuy nhiên, khi phân tử bị méo mó khỏi hình học cân bằng, các bề mặt tiềm năng của triplet và các trạng thái singlet sẽ giao nhau, cho phép hệ thống giao cắt tới trạng thái singlet, không liên kết và phân tách thành hai phân tử CO ở mặt đất. Khoảng thời gian của hệ thống vượt qua được dự đoán là 0,5 ns, làm cho triplo OCCO một phân tử tồn tài ngắn ngủ, chưa tồn tại lâu về quang phổ.
Mặt khác, monoanion của ethylenedione, OCCO−, cũng như anion nhị tương C
2O2−
2, được gọi là acetylenediolate, đều ổn định.

## Glyxylide của Koch
Trong những năm 1940, bác sĩ William Frederick Koch của Detroit cho biết ông đã tổng hợp được hợp chất này, mà ông gọi là glyoxylide, và nó là thuốc giải độc cho các chất độc gây ra một danh sách dài các bệnh như tiểu đường và ung thư. Các tuyên bố là sai và thuốc được phân loại là gian lận bởi FDA.